# Trogirs stadshus
Trogirs stadshus, lokalt kallat Stadshuset (kroatiska: Gradska vijećnica), är ett stadshus och kulturminnesskyddad byggnad i Trogir i Kroatien. I byggnaden har Trogirs stadsledning sitt säte. Det uppfördes ursprungligen på 1300-talet som en byggnad i gotisk stil men har fram till 1800-talet om- och tillbyggts flera gånger. Nuvarande utseende härrör från år 1890.
Stadshuset ligger vid Johannes Paulus II:s torg i den av Unesco världsarvslistade historiska stadskärnans östra del och är en av Trogirs sevärdheter.    

## Arkitektur och historik
I tidigare källor omnämns byggnaden som Hertigpalatset och Municipalpalatset.
Stadshusets nuvarande utseende härrör från rekonstruktionen år 1890 som leddes av Josip Slade och Ante Bezić. Byggnaden rekonstruerades då i nationalromantisk anda.
Huvudentrén med en rikt profilerad inramning omges av sidoingångar och välvda fönster. De dekorerade fönsterkarmarna på bottenvåningen tillskrivs 1400-talsmästaren Niccolò di Giovanni Fiorentino (Nikola Ferentinac). På första våningen finns välvda fönster som är ett verk av Tripun Bokanić. Centralt i byggnadens atrium står en brunn med en relief av Sankt Markuslejonet. En trappa i gotisk stil i atriet tillskrivs Matija Gojković. I byggnadens atrium finns även fönster som är bevarade i sin originalform och härrör från det gamla Municipalpalatset.